# Policía del Norte de Gales
La Policía del Norte de Gales (en inglés: North Wales Police, en galés: en galés: Heddlu Gogledd Cymru) es la fuerza policial territorial que controla Gales del Norte. La sede está en Colwyn Bay, con delegaciones en St Asaph, Caernarfon y Wrexham.
La Autoridad de Policía del Norte de Gales se compone de 17 miembros, de los cuales 9 son consejeros, 3 son magistrados y 5 son miembros independientes). Los consejeros son señalados por un Comité de Junta de los concejos de las autoridad unitaria de Anglesey, Conwy, Gwynedd, Denbighshire, Flintshire y Wrexham.
Bajo las propuestas por el Secretario de Asuntos Internos el 6 de febrero de 2006, el cuerpo se uniría con la Policía de Gwent, la Policía del Sur de Gales y la Policía de Dyfed-Powys para formar una única fuerza estratégica para toda Gales. Esta propuesta ha afrontado críticas particulares en el norte de Gales, que tiende a tener enlaces de transporte y económicos más fuertes con el noroeste de Inglaterra, más que con el resto de Gales.

## Historia
La Jefatura de Policía de Gwynedd se creó en 1967 por la fusión de las previas Jefatura de Policía de Gwynedd, Jefatura de Policía de Flintshire y Jefatura de Policía de Denbighshire.
En 1974, la Ley de Gobierno Local de 1972 creó el condado administrativo de Gwynedd que cubría la parte occidental del área de policía (equivalente al área original de la Jefatura de Policía de Gwynedd). Por consiguiente, el cuerpo de policía se renombró a Policía del Norte de Gales, el 1 de abril de 1974.

## Controversia
En los últimos años la policía del norte de Gales ha atraído en gran medida la atención de los medios de comunicación acerca de y debido a su tamaño. Muchos han atribuido este fenómeno a su antiguo Jefe de Policía Richard Brunstrom, quien acepta que está obsesionado con motoristas a exceso de velocidad. A menudo él se ha buscado controversia y publicidad a través de sus vistas locales acerca de los motoristas a exceso de velocidad y la legislación de las drogas. El periódico The Sun dudó de él como el "Mad Mullah of the Traffic Taleban". A pesar de esta negativa publicidad, se ha ganado el respeto por aprender galés, promocionar activamente la normalización de su uso dentro del cuerpo en todos los niveles y conversar públicamente en esta lengua en numerosas ocasiones. También se le reconoce la modernización de la infraestructura de la organización en comparación con otras áreas de Gran Bretaña.
En abril de 2007, Brunstrom fue cesado por un incidente en el cual mostraba una fotografía de la cabeza decapitada de un ciclista en una rueda de prensa sin el consentimiento de la familia. Mantiene que fue una sesión "cerrada", un punto sostenido tanto en invitación como verbalmente, y que no se debería filtrar ningún detalle de la imagen. Mucha gente siente que sólo porque fuera una rueda a puertas cerradas no justifica que se puedan sobrepasar los límites morales comunes sin miedo ni castigo. También ha recibido críticas porque la fotografía permitía a los medios identificar al difunto, puesto que llevaba puesta una camiseta llamativa con un mensaje antipolicial en ella, lo que llamó mucho la atención durante la investigación. La revista Motorcycle News ha entregado una petición con 1.600 firmas a la Comisión Independiente de Quejas Policiales en Londres pidiendo la dimisión de Brunstrom, La Comisión Independiente de Quejas Policiales ha confirmado que llevará a cabo una investigación independiente sobre el incidente.
La Policía del Norte de GAles también ha sido foco de atención debido a su investigación sobre alegaciones de comentarios "anti-galeses" comments por la personalidad televisiva Anne Robinson y el primer ministro británico Tony Blair. Se creía que el cuerpo había llevado a cabo estas investigaciones siguiendo las quejas de miembros del público. La investigación de 10 meses sobre el primer ministro se abandonó el 11 de julio de 2006 debido a la falta de pruebas. Había costado 1.656£, mientras que la de Anne Robinson costó 3.800£.
En 2006 el cuerpo atrajo todavía más publicidad extendida cuando un Sargento Detective jubilado fue procesado por presuntos comentarios homófobos a una furgoneta llena de agentes en Wrexham. [cita requerida]

### Videoclips
- Canal en YouTube del Norte de Gales

- Datos: Q1774860
- Multimedia: North Wales Police / Q1774860